# Euphyllura concolor
Euphyllura concolor är en insektsart som beskrevs av Mathur 1975. Euphyllura concolor ingår i släktet Euphyllura och familjen rundbladloppor. Inga underarter finns listade i Catalogue of Life.